# Oulad Dahou
Oulad Dahou (en àrab أولاد داحو, Ūlād Dāḥū; en amazic ⵡⵍⴰⴷ ⴷⴰⵃⵓ) és una comuna rural de la prefectura d'Inezgane-Aït Melloul, a la regió de Souss-Massa, al Marroc. Segons el cens de 2014 tenia una població total de 14.587 persones.